# Sergey Pesteryev
Sergey Petrovich Pesteryev (em russo:  Сергей Петрович Пестерев; 12 de janeiro de 1888 — 2 de maio de 1942) foi um ciclista russo que competiu representando Rússia em duas provas de ciclismo de estrada nos Jogos Olímpicos de Verão de 1912.